# تشونزة سفلي
تشونزة سفلي (بالفارسية: چونزه سفلی) هي مستوطنة تقع في قسم اجارود الغربي الريفي في إيران. يقدر عدد سكانها بـ 46 نسمة .